# Aston Villa Women Football Club 2023-2024
Questa voce raccoglie le informazioni riguardanti l'Aston Villa Women Football Club nelle competizioni ufficiali della stagione 2023-2024.

## Stagione
La stagione 2023-24 è stata la quarta consecutiva dell'Aston Villa nella Women's Super League, massima serie del campionato inglese. Anche per questa stagione lo stadio casalingo è stato il Bescot Stadium di Walsall, con alcune partite disputate al Villa Park di Birmingham, sede delle partite casalinghe della prima squadra maschile. Con la fine della stagione precedente, Meaghan Sargeant si era ritirata dal calcio giocato, dopo aver speso le ultime due annate all'Aston Villa, l'ultima della quale saltata per infortunio. Natasha Harding, che aveva subito la rottura del tendine nel corso della precedente stagione, aveva lasciato la squadra allo scadere del contratto, per poi annunciare il ritiro nel mese di settembre.
Nonostante un'iniziale serie di cinque sconfitte consecutive, il campionato di Women's Super League è stato concluso al settimo posto con 24 punti conquistati, frutto di 7 vittorie, 3 pareggi e 12 sconfitte. In Women's FA Cup la squadra è stata subito eliminata al quarto turno, dopo aver perso 0-3 contro l'Everton. In Women's FA League Cup la squadra ha concluso la fase a gruppi al secondo posto nel gruppo A, accendendo così alla fase a eliminazione diretta come seconda migliore seconda. La squadra aveva vinto tutte le partite del gruppo, ma quella contro il Sunderland è stata annullata e data persa per aver schierato una calciatrice non eleggibile; a parità di punti per partita col Manchester United, ha passato il turno come migliore seconda grazie ad una differenza reti superiore. Dopo aver battuto il Brighton & Hove ai tiri di rigore, è stata eliminata in semifinale dall'Arsenal.
Il 3 maggio 2024 Carla Ward ha annunciato che avrebbe lasciato la guida tecnica della squadra al termine della stagione, nonostante avesse ancora un anno di contratto.

## Maglie e sponsor
Le tenute di gioco solo le stesse adottate dall'Aston Villa maschile.
| Casa | Trasferta | Terza divisa |

## Rosa
Rosa e numeri come da sito ufficiale.
| N. |                        | Ruolo | Calciatrice          |
| -- | ---------------------- | ----- | -------------------- |
| 1  | Paesi Bassi (bandiera) | P     | Daphne van Domselaar |
| 2  | Inghilterra (bandiera) | D     | Sarah Mayling        |
| 4  | Inghilterra (bandiera) | D     | Anna Patten          |
| 5  | Inghilterra (bandiera) | D     | Lucy Staniforth      |
| 6  | Scozia (bandiera)      | D     | Rachel Corsie        |
| 7  | Svizzera (bandiera)    | A     | Alisha Lehmann       |
| 8  | Inghilterra (bandiera) | C     | Jordan Nobbs         |
| 9  | Inghilterra (bandiera) | A     | Rachel Daly          |
| 10 | Francia (bandiera)     | C     | Kenza Dali           |
| 13 | Inghilterra (bandiera) | P     | Sophia Poor          |
| 14 | Inghilterra (bandiera) | C     | Danielle Turner      |
| 15 | Inghilterra (bandiera) | D     | Lucy Parker          |
| 16 | Inghilterra (bandiera) | D     | Olivia McLoughlin    |

| N. |                             | Ruolo | Calciatrice      |
| -- | --------------------------- | ----- | ---------------- |
| 17 | Inghilterra (bandiera)      | A     | Ebony Salmon     |
| 18 | Inghilterra (bandiera)      | C     | Georgia Mullett  |
| 19 | Inghilterra (bandiera)      | C     | Laura Blindkilde |
| 20 | Scozia (bandiera)           | A     | Kirsty Hanson    |
| 21 | Nuova Zelanda (bandiera)    | P     | Anna Leat        |
| 22 | Irlanda del Nord (bandiera) | A     | Simone Magill    |
| 23 | Canada (bandiera)           | A     | Adriana Leon     |
| 25 | Inghilterra (bandiera)      | C     | Miri Taylor      |
| 26 | Svizzera (bandiera)         | D     | Noelle Maritz    |
| 33 | Inghilterra (bandiera)      | D     | Mayumi Pacheco   |
| 34 | Inghilterra (bandiera)      | D     | Martha MacPhail  |
| 49 | Inghilterra (bandiera)      | D     | Lydia Sallaway   |

## Calciomercato

### Sessione estiva
| Acquisti | Acquisti             | Acquisti          | Acquisti      |
| R.       | Nome                 | da                | Modalità      |
| -------- | -------------------- | ----------------- | ------------- |
| P        | Sophia Poor          | Leicester City    | [ 9 ]         |
| P        | Sian Rogers          | Charlton Athletic | fine prestito |
| P        | Daphne van Domselaar | Twente            | [ 13 ]        |
| D        | Olivia McLoughlin    | Birmingham City   | fine prestito |
| D        | Elisha N'Dow         | Charlton Athletic | fine prestito |
| D        | Lucy Parker          | West Ham          | [ 14 ]        |
| D        | Anna Patten          | Arsenal           | [ 15 ]        |
| A        | Kirsty Hanson        | Manchester United | [ 16 ]        |
| A        | Adriana Leon         | Manchester United | [ 17 ]        |
| A        | Ebony Salmon         | Houston Dash      | [ 18 ]        |

| Cessioni | Cessioni               | Cessioni              | Cessioni      |
| R.       | Nome                   | a                     | Modalità      |
| -------- | ---------------------- | --------------------- | ------------- |
| P        | Hannah Hampton         | Chelsea               | [ 19 ]        |
| P        | Sian Rogers            | Charlton Athletic     | [ 20 ]        |
| D        | Elisha N'Dow           | Charlton Athletic     | [ 20 ]        |
| D        | Anna Patten            | Arsenal               | fine prestito |
| D        | Evie Rabjohn           | Manchester United     | [ 21 ]        |
| D        | Meaghan Sargeant       |                       | ritirata      |
| C        | Remi Allen             | Birmingham City       | [ 23 ]        |
| C        | Ruesha Littlejohn      | London City Lionesses | [ 24 ]        |
| C        | Mary McAteer           | Sunderland            | [ 25 ]        |
| C        | Olivia Rabjohn         | West Bromwich Albion  | [ 26 ]        |
| A        | Chantelle Boye-Hlorkah | London City Lionesses | [ 24 ]        |
| A        | Emily Gielnik          | Melbourne Victory     | [ 24 ]        |
| A        | Freya Gregory          | Reading               | prestito      |
| A        | Natasha Harding        |                       | ritirata      |

### Sessione invernale
| Acquisti | Acquisti      | Acquisti  | Acquisti |
| R.       | Nome          | da        | Modalità |
| -------- | ------------- | --------- | -------- |
| D        | Noelle Maritz | Arsenal   | [ 28 ]   |
| C        | Miri Taylor   | Liverpool | prestito |

| Cessioni | Cessioni          | Cessioni        | Cessioni |
| R.       | Nome              | a               | Modalità |
| -------- | ----------------- | --------------- | -------- |
| D        | Olivia McLoughlin | Rangers         | prestito |
| C        | Laura Blindkilde  | Manchester City | [ 31 ]   |

## Risultati

### Women's Super League

#### Girone di andata
| Arbitro: | Welch |

|          |           |                           |
| Daly 76’ | Marcatori | 79’ García 90+2’ Williams |

| Arbitro: | Burgin |

|                        |           |  |
| Höbinger 21’ Flint 77’ | Marcatori |  |

| Arbitro: | Fearn |

|                          |           |             |
| McCabe 90+2’ Russo 90+4’ | Marcatori | 25’ Pacheco |

| Arbitro: | Impey |

|                             |           |                                    |
| Daly 5’ (rig.) Parker 90+6’ | Marcatori | 33’, 64’, 72’ Thomas 45+5’ Neville |

| Arbitro: | Byrne |

|  |           |                                                                                    |
|  | Marcatori | 21’ Bright 26’ Kirby 56’ Rytting Kaneryd 63’ Lawrence 67’ Beever-Jones 73’ Charles |

| Arbitro: | Burgin |

|  |           |                                |
|  | Marcatori | 77’ (aut.) Connolly 86’ Salmon |

| Arbitro: | Stroud |

|                             |           |                                |
| Asseyi 27’ (rig.) Evans 80’ | Marcatori | 31’ Patten 50’ Leon 90+2’ Daly |

| Arbitro: | Pearson |

|          |           |                                    |
| Daly 55’ | Marcatori | 54’ (aut.) Patten 74’ (rig.) Björn |

| Arbitro: | Byrne |

|               |           |           |
| Hemp 61’, 65’ | Marcatori | 7’ Turner |

| Arbitro: | Heaslip |

|          |           |  |
| Leon 63’ | Marcatori |  |

| Arbitro: | Simms |

|  |           |          |
|  | Marcatori | 16’ Daly |

#### Girone di ritorno
| Arbitro: | Soneye |

|                |           |                 |
| Parris 7’, 33’ | Marcatori | 60’ (rig.) Daly |

| Arbitro: | Pearson |

|                    |           |                        |
| Nobbs 13’ Leon 60’ | Marcatori | 15’ Thestrup 75’ Jones |

| Arbitro: | Soneye |

|            |           |                    |
| Turner 38’ | Marcatori | 23’ Leon 60’ Nobbs |

| Arbitro: | Benn |

|                    |           |                                     |
| Mayling 37’ (rig.) | Marcatori | 19’ Fisk 29’ Haug 60’, 82’ Koivisto |

| Arbitro: | Cross |

|              |           |                     |
| Stenevik 85’ | Marcatori | 55’ Dali 60’ Salmon |

| Arbitro: | Pearson |

|            |           |                                            |
| Salmon 35’ | Marcatori | 54’ Pelova 84’ Wubben-Moy 86’ Blackstenius |

| Arbitro: | Simms |

|                   |           |                        |
| Leon 26’ Daly 75’ | Marcatori | 28’ Momiki 56’ Tierney |

| Arbitro: | Burgin |

|                                          |           |  |
| Beever-Jones 18’ Hamano 38’ Buchanan 64’ | Marcatori |  |

| Arbitro: | Heaslip |

|             |           |             |
| Lehmann 72’ | Marcatori | 90+5’ Cooke |

| Arbitro: | Simms |

|  |           |             |
|  | Marcatori | 64’ Lehmann |

| Arbitro: | Dowle |

|          |           |                     |
| Daly 68’ | Marcatori | 21’ Fowler 77’ Hemp |

### Women's FA Cup
| Arbitro: | Fearns |

|  |           |                                    |
|  | Marcatori | 58’ Olesen 80’, 87’ (rig.) Snoeijs |

### Women's FA League Cup

#### Fase a gruppi
| Arbitro: | Ford |

|  |           |                                               |
|  | Marcatori | 7’ (rig.), 9’, 26’ Daly 31’ Salmon 56’ Turner |

| Arbitro: | Cross |

|                                                                 |           |  |
| Salmon 2’ Lehmann 26’, 68’ Pacheco 40’ Daly 65’, 85’ Magill 89’ | Marcatori |  |

| Arbitro: | Simms |

|                                        |           |             |
| Leon 49’ Corsie 53’ Daly 68’, 76’, 89’ | Marcatori | 87’ Andrews |

| Hetton-le-Hole 24 gennaio 2024, ore 19:30 UTC+0 Gruppo A - 5ª giornata | Sunderland | – a tavolino al Sunderland | Aston Villa | Eppleton CW Ground |

#### Fase a eliminazione diretta
| Arbitro: | Impey |

|                                  |                      |                            |
| Sarri 35’                        | Marcatori            | 69’ Hanson                 |
| Losada Lee Terland Zigiotti Olme | Tiri di rigore 0 – 2 | Mayling Leon Corsie Patten |

| Arbitro: | Howard |

|                                      |           |  |
| Blackstenius 9’, 11’, 40’ Maanum 18’ | Marcatori |  |

## Statistiche

### Statistiche di squadra
| Competizione          | Punti | In casa | In casa | In casa | In casa | In casa | In casa | In trasferta | In trasferta | In trasferta | In trasferta | In trasferta | In trasferta | Totale | Totale | Totale | Totale | Totale | Totale | DR  |
| Competizione          | Punti | G       | V       | N       | P       | Gf      | Gs      | G            | V            | N            | P            | Gf           | Gs           | G      | V      | N      | P      | Gf     | Gs     | DR  |
| --------------------- | ----- | ------- | ------- | ------- | ------- | ------- | ------- | ------------ | ------------ | ------------ | ------------ | ------------ | ------------ | ------ | ------ | ------ | ------ | ------ | ------ | --- |
| Women's Super League  | 24    | 11      | 1       | 3       | 7       | 13      | 28      | 11           | 6            | 0            | 5            | 14           | 15           | 22     | 7      | 3      | 12     | 27     | 43     | -16 |
| Women's FA Cup        | -     | 1       | 0       | 0       | 1       | 0       | 3       | 0            | 0            | 0            | 0            | 0            | 0            | 1      | 0      | 0      | 1      | 0      | 3      | -3  |
| Women's FA League Cup | -     | 2       | 2       | 0       | 0       | 12      | 1       | 4            | 1            | 1            | 2            | 6            | 5            | 6      | 3      | 1      | 2      | 18     | 6      | +12 |
| Totale                | -     | 14      | 3       | 3       | 8       | 25      | 32      | 12           | 7            | 1            | 7            | 20           | 20           | 29     | 10     | 4      | 15     | 45     | 52     | -17 |

### Andamento in campionato
| Giornata  | 1 | 2  | 3  | 4  | 5  | 6  | 7 | 8  | 9  | 10 | 11 | 12 | 13 | 14 | 15 | 16 | 17 | 18 | 19 | 20 | 21 | 22 |
| --------- | - | -- | -- | -- | -- | -- | - | -- | -- | -- | -- | -- | -- | -- | -- | -- | -- | -- | -- | -- | -- | -- |
| Luogo     | C | T  | T  | C  | C  | T  | T | C  | T  | C  | T  | T  | C  | T  | C  | T  | C  | C  | T  | C  | T  | C  |
| Risultato | P | P  | P  | P  | P  | V  | V | P  | P  | V  | V  | P  | N  | V  | P  | V  | P  | N  | P  | N  | V  | P  |
| Posizione | 8 | 11 | 11 | 11 | 12 | 11 | 9 | 10 | 10 | 9  | 7  | 8  | 8  | 8  | 8  | 7  | 7  | 7  | 7  | 7  | 7  | 7  |

Legenda:

Luogo: C = Casa; T = Trasferta. Risultato: V = Vittoria; N = Pareggio; P = Sconfitta.

### Statistiche delle giocatrici
| Giocatore        | Women's Super League | Women's Super League | Women's Super League | Women's Super League | Women's FA Cup | Women's FA Cup | Women's FA Cup | Women's FA Cup | Women's FA League Cup | Women's FA League Cup | Women's FA League Cup | Women's FA League Cup | Totale   | Totale | Totale      | Totale     |
| Giocatore        | Presenze             | Reti                 | Ammonizioni          | Espulsioni           | Presenze       | Reti           | Ammonizioni    | Espulsioni     | Presenze              | Reti                  | Ammonizioni           | Espulsioni            | Presenze | Reti   | Ammonizioni | Espulsioni |
| ---------------- | -------------------- | -------------------- | -------------------- | -------------------- | -------------- | -------------- | -------------- | -------------- | --------------------- | --------------------- | --------------------- | --------------------- | -------- | ------ | ----------- | ---------- |
| L. Blindkilde    | -                    | -                    | -                    | -                    | 1              | 0              | 0              | 0              | 4                     | 0                     | 0                     | 0                     | 5        | 0      | 0           | 0          |
| R. Corsie        | 21                   | 0                    | 5                    | 0                    | 1              | 0              | 0              | 0              | 5                     | 1                     | 1                     | 0                     | 27       | 1      | 6           | 0          |
| K. Dali          | 17                   | 1                    | 1                    | 0                    | 1              | 0              | 0              | 0              | 6                     | 0                     | 0                     | 0                     | 24       | 1      | 1           | 0          |
| R. Daly          | 20                   | 8                    | 3                    | 0                    | 1              | 0              | 0              | 0              | 5                     | 8                     | 0                     | 0                     | 26       | 16     | 3           | 0          |
| F. Gregory       | 3                    | 0                    | 0                    | 0                    | -              | -              | -              | -              | -                     | -                     | -                     | -                     | 3        | 0      | 0           | 0          |
| K. Hanson        | 16                   | 0                    | 2                    | 1                    | 1              | 0              | 0              | 0              | 5                     | 1                     | 0                     | 0                     | 22       | 1      | 2           | 1          |
| A. Leat          | 7                    | -8                   | 0                    | 1                    | 1              | -3             | 0              | 0              | 5                     | -5                    | 0                     | 0                     | 13       | -16    | 0           | 1          |
| A. Lehmann       | 15                   | 2                    | 2                    | 0                    | 1              | 0              | 0              | 0              | 5                     | 2                     | 0                     | 0                     | 21       | 4      | 2           | 0          |
| A. Leon          | 18                   | 5                    | 5                    | 0                    | 1              | 0              | 0              | 0              | 4                     | 1                     | 0                     | 0                     | 23       | 6      | 5           | 0          |
| M. MacPhail      | 0                    | 0                    | 0                    | 0                    | -              | -              | -              | -              | 1                     | 0                     | 0                     | 0                     | 1        | 0      | 0           | 0          |
| S. Magill        | -                    | -                    | -                    | -                    | 1              | 0              | 0              | 0              | 4                     | 1                     | 1                     | 0                     | 5        | 1      | 1           | 0          |
| N. Maritz        | 12                   | 0                    | 2                    | 0                    | 1              | 0              | 0              | 0              | 1                     | 0                     | 0                     | 0                     | 14       | 0      | 2           | 0          |
| S. Mayling       | 21                   | 1                    | 3                    | 0                    | 1              | 0              | 0              | 0              | 6                     | 0                     | 1                     | 0                     | 28       | 1      | 4           | 0          |
| O. McLoughlin    | -                    | -                    | -                    | -                    | 0              | 0              | 0              | 0              | 3                     | 0                     | 1                     | 0                     | 3        | 0      | 1           | 0          |
| G. Mullett       | 6                    | 0                    | 0                    | 0                    | 0              | 0              | 0              | 0              | 5                     | 0                     | 0                     | 0                     | 11       | 0      | 0           | 0          |
| J. Nobbs         | 22                   | 2                    | 3                    | 0                    | 1              | 0              | 0              | 0              | 6                     | 0                     | 0                     | 0                     | 29       | 2      | 3           | 0          |
| M. Pacheco       | 18                   | 1                    | 4                    | 1                    | -              | -              | -              | -              | 6                     | 1                     | 1                     | 0                     | 24       | 2      | 5           | 1          |
| L. Parker        | 8                    | 1                    | 3                    | 0                    | -              | -              | -              | -              | 1                     | 0                     | 0                     | 0                     | 9        | 1      | 3           | 0          |
| A. Patten        | 22                   | 1                    | 3                    | 0                    | 1              | 0              | 0              | 0              | 5                     | 0                     | 1                     | 0                     | 28       | 1      | 4           | 0          |
| S. Poor          | 2                    | -4                   | 0                    | 0                    | -              | -              | -              | -              | 0                     | 0                     | 0                     | 0                     | 2        | -4     | 0           | 0          |
| L. Sallaway      | 0                    | 0                    | 0                    | 0                    | 0              | 0              | 0              | 0              | 1                     | 0                     | 0                     | 0                     | 1        | 0      | 0           | 0          |
| E. Salmon        | 18                   | 3                    | 0                    | 0                    | 1              | 0              | 0              | 0              | 6                     | 2                     | 0                     | 0                     | 25       | 5      | 0           | 0          |
| L. Staniforth    | 11                   | 0                    | 0                    | 0                    | 1              | 0              | 1              | 0              | 3                     | 0                     | 0                     | 0                     | 15       | 0      | 1           | 0          |
| D. Turner        | 18                   | 1                    | 1                    | 0                    | -              | -              | -              | -              | 3                     | 0                     | 0                     | 0                     | 21       | 1      | 1           | 0          |
| D. van Domselaar | 14                   | -32                  | 0                    | 0                    | 0              | 0              | 0              | 0              | 1                     | -1                    | 0                     | 0                     | 15       | -33    | 0           | 0          |